# Новое (Ленинградская область)
Новое — деревня в Бокситогорском городском поселении Бокситогорского района Ленинградской области.

## История
Деревня Новая упоминается на семитопографической карте Новгородской губернии 1847 года.

НОВО — деревня Усадищского общества, прихода Пярдомского погоста.  

Крестьянских дворов — 11. Строений — 33, в том числе жилых — 18. 

Число жителей по семейным спискам 1879 г.: 30 м. п., 39 ж. п.; по приходским сведениям 1879 г.: 28 м. п., 39 ж. п.

В конце XIX — начале XX века деревня административно относилась к Большегорской волости 3-го земского участка 1-го стана Тихвинского уезда Новгородской губернии.

НОВАЯ — деревня Усадищского сельского общества, число дворов — 18, число домов — 32, число жителей: 50 м. п., 44 ж. п.;
 
Занятия жителей — земледелие, тележный и лесной промысел. Ручей Вельга и река Пярдомля. Часовня, 3 мельницы, кузница, маслобойня . (1910 год)

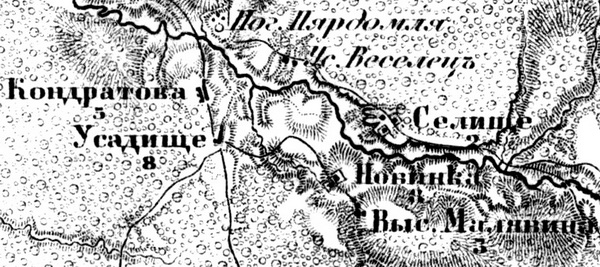
Деревня Новое на карте 1913 года

Согласно карте Новгородской губернии 1913 года деревня называлась Новинка и насчитывала 8 крестьянских дворов.
С 1917 по 1918 год деревня входила в состав Большегорской волости Тихвинского уезда Новгородской губернии.
С 1918 года в составе Череповецкой губернии.
С 1927 года в составе Пярдомльского сельсовета Тихвинского района.
С 1928 года в составе Борского сельсовета.
Согласно карте Ленинградской области Северо-западного аэрогеодезического треста ГГУ издания 1932 года деревня насчитывала 15 крестьянских дворов, близ деревни находились три водяных мельницы.
По данным 1933 года деревня называлась Новое и входила в состав Борского сельсовета Тихвинского района.
С 1952 года в составе Бокситогорского района.
В 1957 году население деревни составляло 107 человек.
С 1963 года вновь в составе Тихвинского района.
С 1965 года вновь в составе Бокситогорского района. В 1965 году население деревни составляло 43 человека.
По данным 1966, 1973 и 1990 годов деревня Новое также входила в состав Борского сельсовета.
В 1997 году в деревне Новое Борской волости проживал 1 человек, в 2002 году — также 1 человек (русский). 
В 2007 году в деревне Новое Бокситогорского ГП проживали 2 человека, в 2010 году — постоянного населения не было.

## География
Деревня расположена в западной части района к югу от районного центра, города Бокситогорска.
Расстояние до административного центра поселения — 3 км.
Деревня находится на левом берегу реки Пярдомля.

## Демография
| 1997 | 2002 | 2007 | 2010 | 2017 |
| ---- | ---- | ---- | ---- | ---- |
| 1    | →1   | ↗2   | ↘0   | ↗5   |

### Национальный состав
Согласно данным Всероссийской переписи населения 2021 года в деревне проживали 8 человек, из них:
 русские — 6 человек, остальные национальность не указали.